# Filip Čović
Filip Čović (in serbo Филип Човић?; Belgrado, 5 giugno 1989) è un ex cestista serbo.
È il figlio di Nebojša Čović.

## Carriera
Con la Serbia ha disputato due edizioni dei Giochi del Mediterraneo (Pescara 2009, Mersin 2013).

## Palmarès
- Campionato serbo: 2

Stella Rossa Belgrado: 2017-18, 2018-19
- Coppa di Serbia: 1

FMP Železnik: 2007
- Lega Adriatica: 1

Stella Rossa Belgrado: 2018-19
- Supercoppa di Lega Adriatica: 1

Stella Rossa Belgrado: 2018